# Neurobasis ianthinipennis
Neurobasis ianthinipennis – gatunek ważki z rodziny świteziankowatych (Calopterygidae).